# Хисен Рамадани
Хисен Рамадани (на македонска литературна норма: Хисен Рамадани; на албански: Hisen Ramadani) е политик от Социалистическа република Македония.

## Биография
Роден е на 3 януари 1933 година в тетовското село Пирок. Завършва Висшата школа за политически науки в Белград. Известно време е директор на основно училище и просветен съветник в Околийската служба по училищата в Тетово. Членува в МКП, член е на Общинския комитет на МКП в село Жеровяне и на Околийския комитет на МКП в Тетово. По-късно става член на ЦК на МКП, член на Изпълнителния комитет на ЦК на МКП, народен представител в Събранието на СРМ и СФРЮ. Член е на редакцията на вестник „Комунист“. Между 1978 и 1982 е член на Изпълнителния съвет на СРМ, а от 1982 до 1986 е член на ЦК на ЮКП. След разпада на Югославия влиза в Партията на албанските интелектуалци и е народен представител в Народното събрание на Република Македония. Умира на 4 януари 2012 година в град Скопие.